# Doppelgänger
Doppelgänger är en brittisk science fiction-film från 1969, regisserad av Robert Parrish och med skådespelare som Roy Thinnes, Ian Hendry, Lynn Loring och Patrick Wymark. Utanför Europa är filmen känd som Journey to the Far Side of the Sun.

## Handling
NASA och ett gemensamt europeiskt projekt upptäcker en planet i samma position från Solen som Jorden, men som befinner sig på andra sidan Solen. 

### Fotnoter
1. ↑  ”Feature Film Productions: Doppelgänger”. Fanderson. Arkiverad från originalet den 21 februari 2008. https://web.archive.org/web/20080221134355/http://www.fanderson.org.uk/prodguides/movies.html. Läst 1 oktober 2014.